# Cruziana

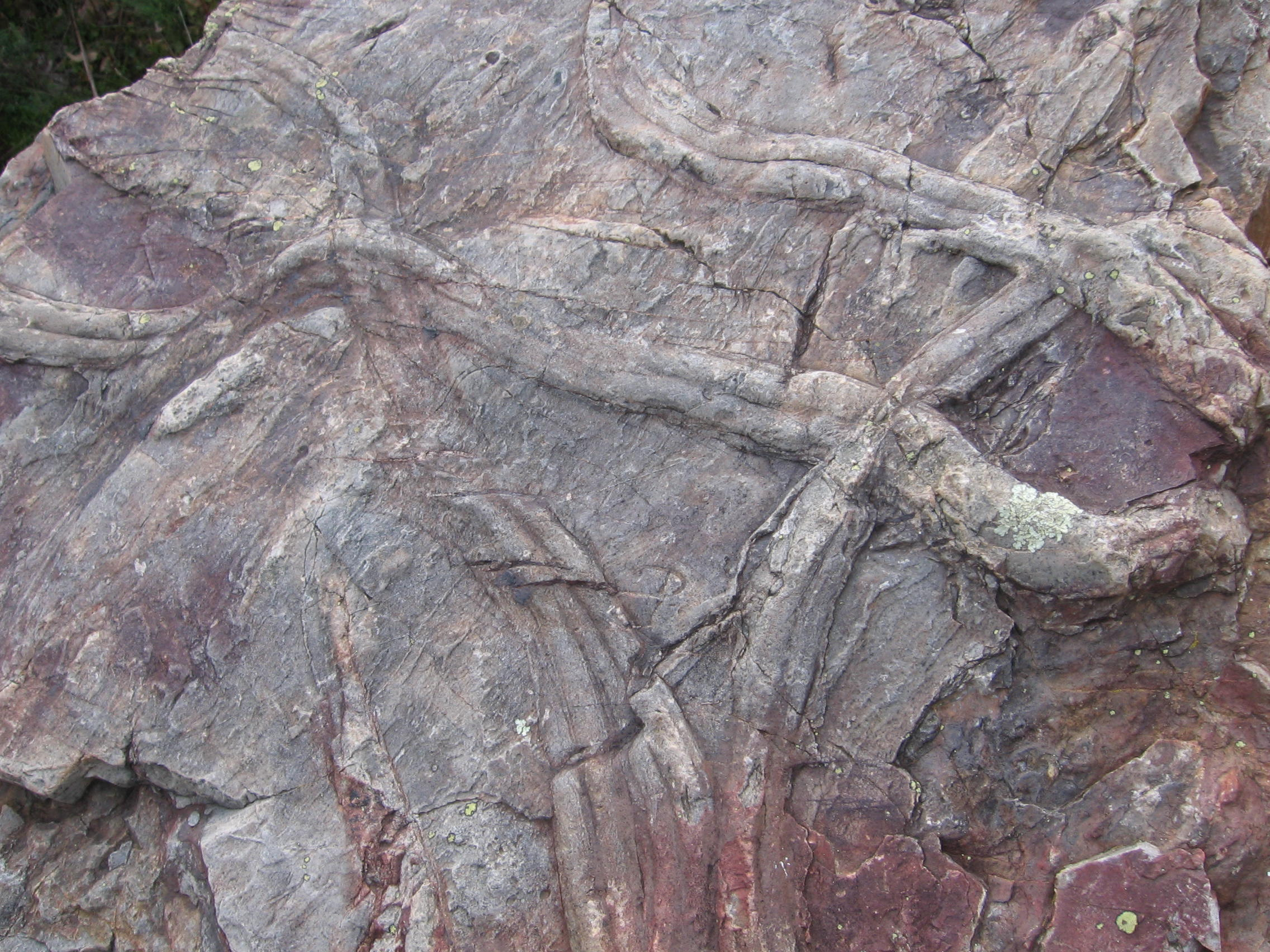
Cruziana em Penha Garcia, no vale do rio Pônsul

A Cruziana é um icnofóssil formado por rastos bilobados com estrias oblíquas, correspondentes às pistas deixadas pelo deslocamento de certas espécies de trilobites sobre o fundo marinho mole.
A Cruziana foi produzida quando o animal se deslocava mais lentamente, alimentando-se revolvendo o sedimento.